# Amrí

Mapa s centry harappské kultury

Amrí bylo jedno z prvních raných center harappské kultury. Rozkvět tohoto starověkého města spadá zcela přibližně do let 3600 až 3300 př. n. l. V době svého rozkvětu bylo pod kulturním vlivem Balúčistánu.
Amrí je v současné době archeologickou lokalitou a nachází se v pákistánské provincii Sindh. Leží na levém břehu řeky Indus, něco přes 100 kilometrů jižně od Mohendžodara, jednoho z hlavních center protoindické kultury.